# Livraria Lello
Livraria Lello är en bokhandel i Porto i Portugal. Den grundades 1869 som Livraria Internacional de Ernesto Chardron av franska Ernesto Chardron och övertogs av bröderna 
José och Antonio Lello efter ägarens död. År 1894 lät de bygga den nuvarande byggnaden där de  öppnade bokhandel och förlag 13 januari 1906. 
Byggnaden, som är i Jugendstil med en fasad i nygotik, ritades av Francisco Xavier Esteves och utsmyckades av skulptören Romão Júnior. Den är inredd med byster av berömda portugisiska poeter och författare som Antero de Quental, Eça de Queiroz, Camilo Castelo Branco, Teófilo Braga, Tomás Ribeiro och Guerra Junqueiro. År 2008 utsågs den till en av världens vackraste boklådor av tidningen The Guardian.. Den renoverades år 1995 och kulturskyddades 2013.

Bokhandeln är ett populärt turistmål och tar inträde. En svängd trappa leder till en bar på takvåningen där man kan prova  portvin.

## Galleri

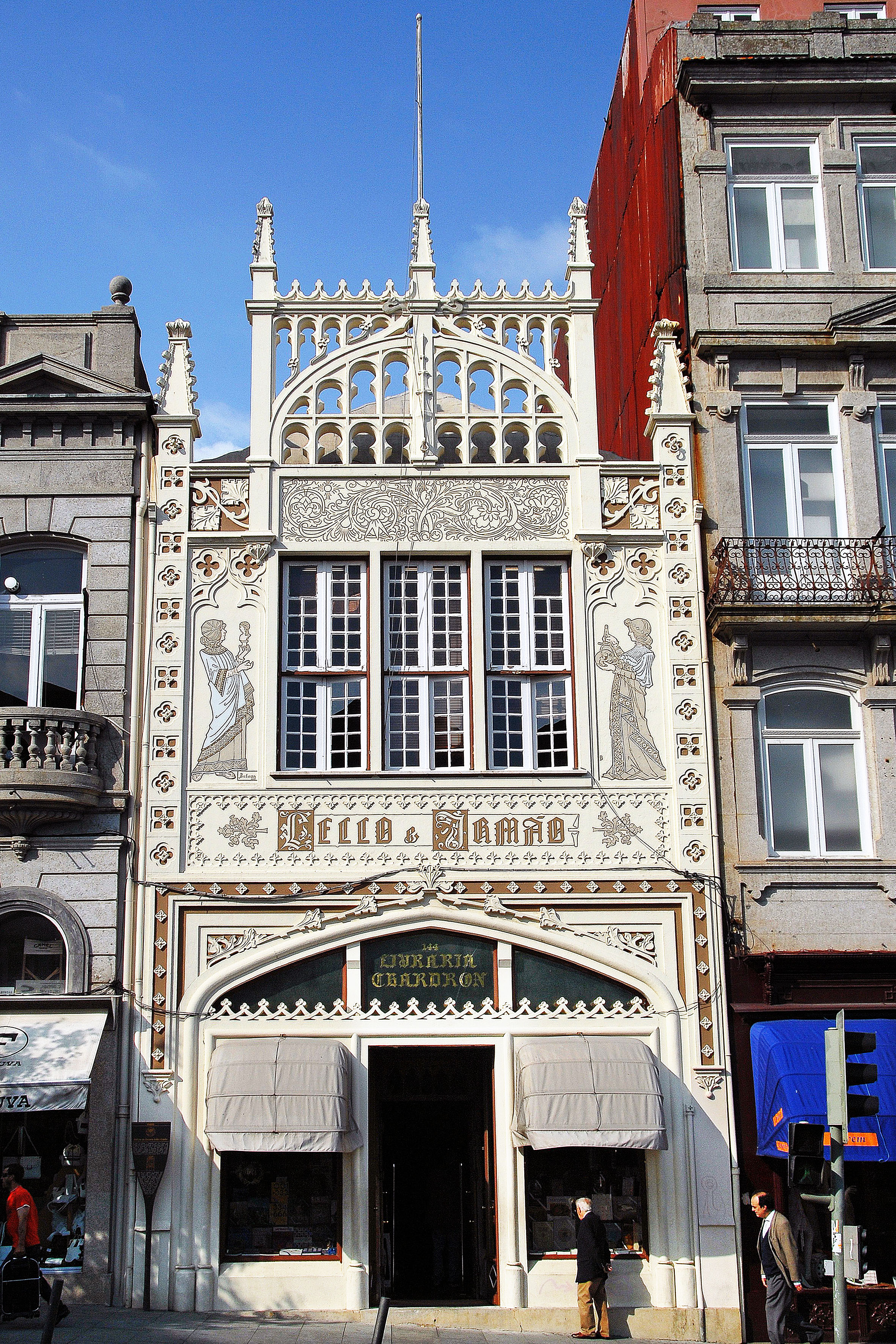
Fasaden.
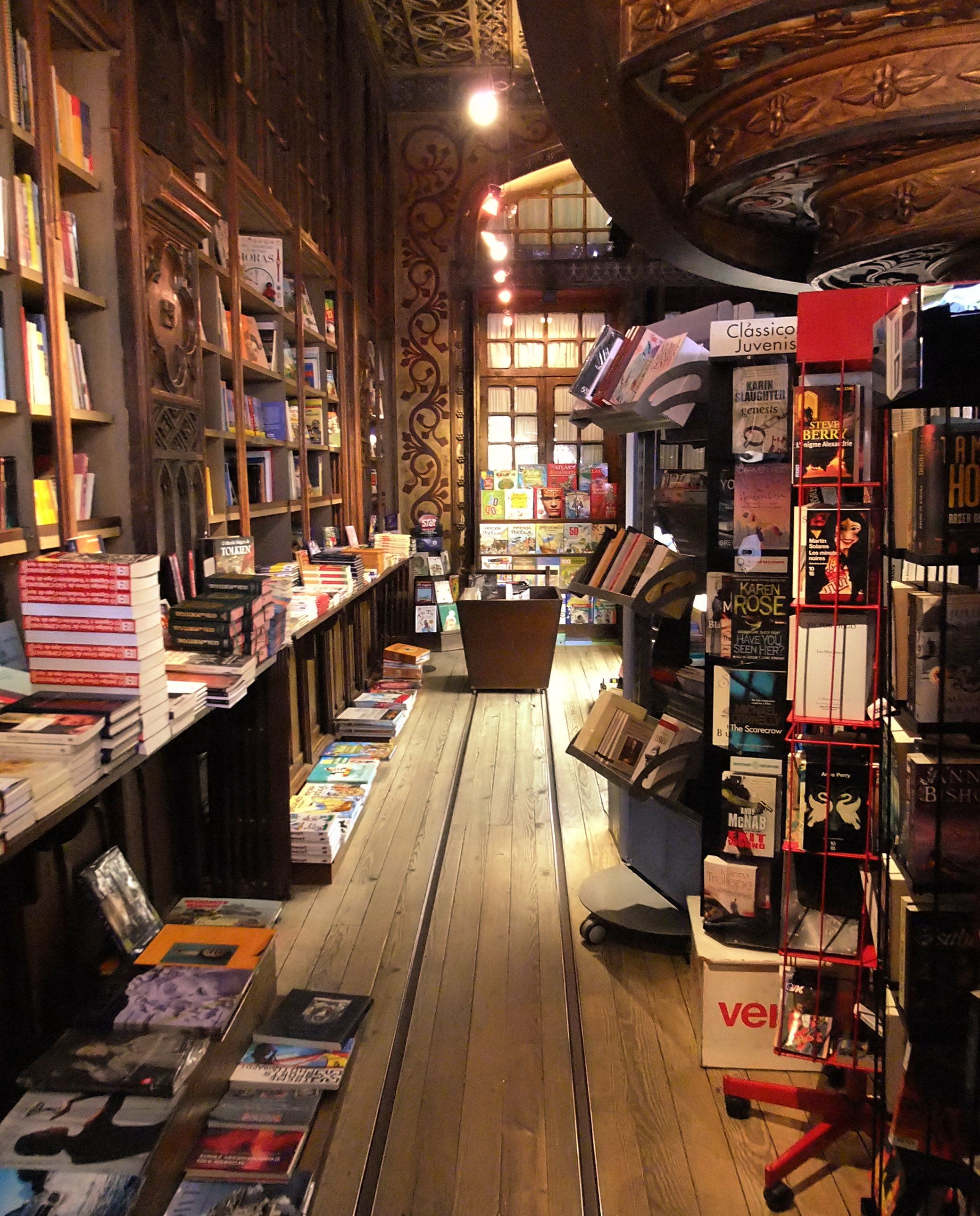
Inredning.
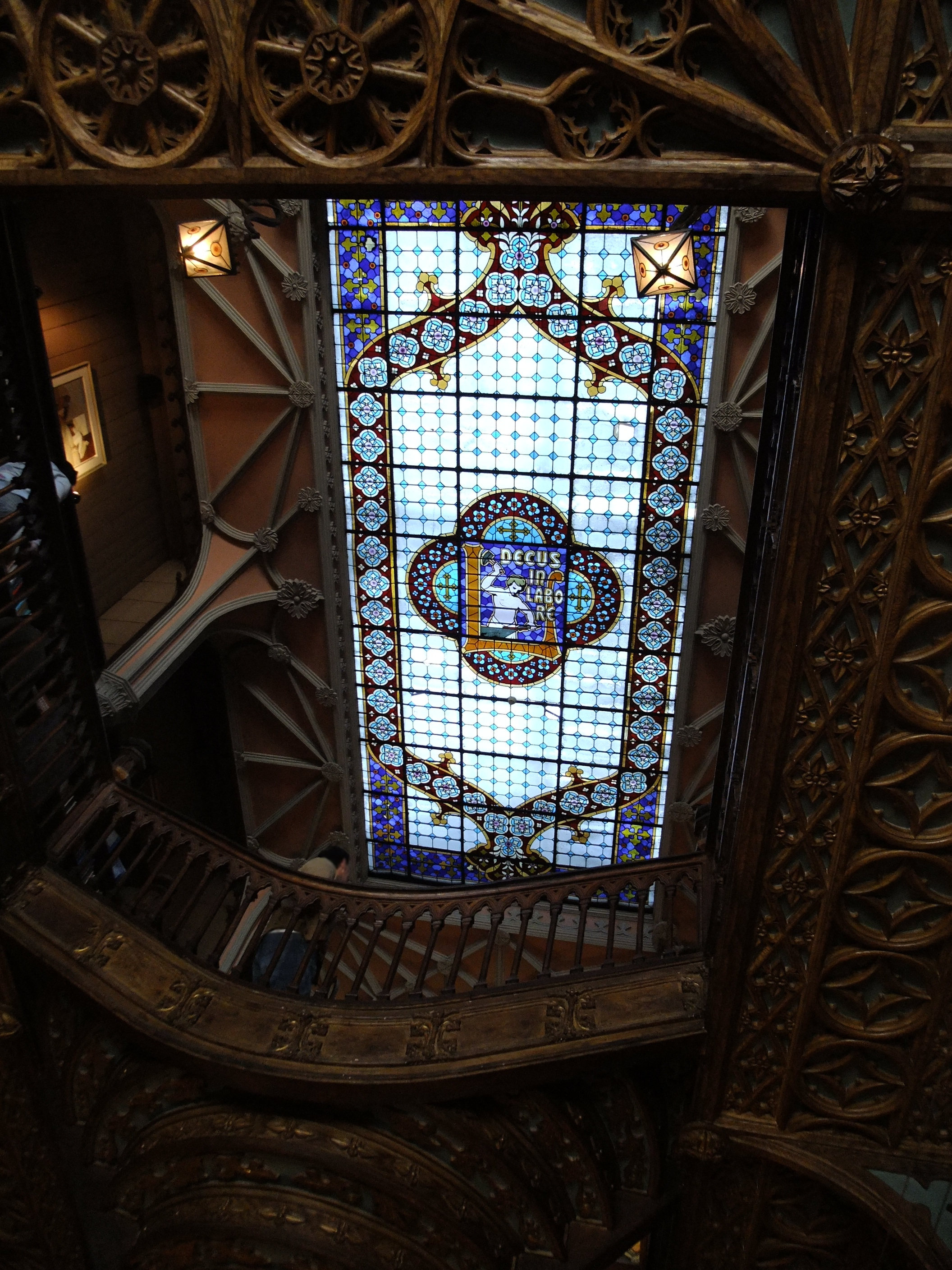
Blyinfattat fönster med ägarnas exlibris.